# Rutka Laskier
Rutka (Ruth) Laskier (1929 – 1943) fue una adolescente judía que nació en la Ciudad libre de Dánzig (actual ciudad polaca de Gdansk), entonces predonminante de germanohablantes, donde su padre era oficial de banca. En la década de 1930 se mudó con su familia al gueto judío de la ciudad polaca de Bedzin, al sur de Polonia, durante la Segunda Guerra Mundial. Murió en 1943 en el campo de concentración de Auschwitz-Birkenau

## Un testimonio escrito
En 1943, a la edad de catorce años, redactó un diario de sesenta páginas en polaco sin el conocimiento de su familia, relatando el transcurso de su vida durante cuatro meses bajo el régimen nacionalsocialista. En él, expresó su profunda animadversión para con los nazis, y mencionó las condiciones de vida en el gueto, así como sus intereses de amor adolescentes. También escribió sobre las cámaras de gas en los campos de concentración, por lo que tenía conocimiento de los horrores que se sufrían en aquellos lugares. Luego, en el 2007, la editorial Suma lanzó su libro titulado El cuaderno de Rutka, con comentarios aparte de Juan Cruz, Esther Bendahan, Marek Halter y Zahava (Laskier) Scchers.
Comienza el 19 de enero, con la entrada: "No puedo entender que ya es 1943, cuatro años desde que comenzó este infierno". Una de las entradas final dice: "Si sólo pudiera decir, se acabó, sólo se muere una vez... Pero no puedo, porque a pesar de todas estas atrocidades quiero vivir, y esperar al día siguiente."
Rutka fue deportada a Auschwitz en agosto de 1943, junto a sus padres y su hermano menor Henius. Su madre y hermano fueron gaseados a su llegada, pero ella y su padre lograron pasar la "selección" de Josef Mengele (doctor nazi que elegía quién vivía y quién no).  
Separada de su padre, Rutka sobrevivió unos meses, pero contrajo cólera tras una epidemia y fue asesinada en los crematorios mientras aún agonizaba. Se estima que esto ocurrió entre noviembre o diciembre de 1943. 
El diario de Laskier, que se ha autentificado por los estudiosos y supervivientes del Holocausto, se ha comparado al diario de Ana Frank, pero aun así el diario de Ana sigue siendo el más vendido. Las dos muchachas eran de la misma edad cuando escribieron sus diarios respectivos. 
No fue revelado ante el público hasta 2005, siendo editado en polaco en 2006. En junio de 2007, Yad Vashem publicó traducciones en inglés y hebreo del diario, titulado El cuaderno de Rutka: Enero-Abril de 1943.

### Difusión de su diario
Stanislawa Sapinska, una amiga de Laskier, fue la custodia de este diario durante más de sesenta años, habiéndole sido confiado por la propia Rutka. Sapinska no compartió el diario hasta 2006, motivada por un sobrino que la convenció de perpetuar el legado de Laskier. Fue publicado el 4 de junio de 2007, convirtiéndose en la actualidad en todo un símbolo para la infancia y juventud del país, una obra de LIJ que llega a estudiarse y leerse en los centros de enseñanza de Polonia. En España, la edición corrió a cargo del Grupo Santilla, en 2008, con traducción de Joanna Bardzinska y José Miguel Pallarés.